# Xughnan

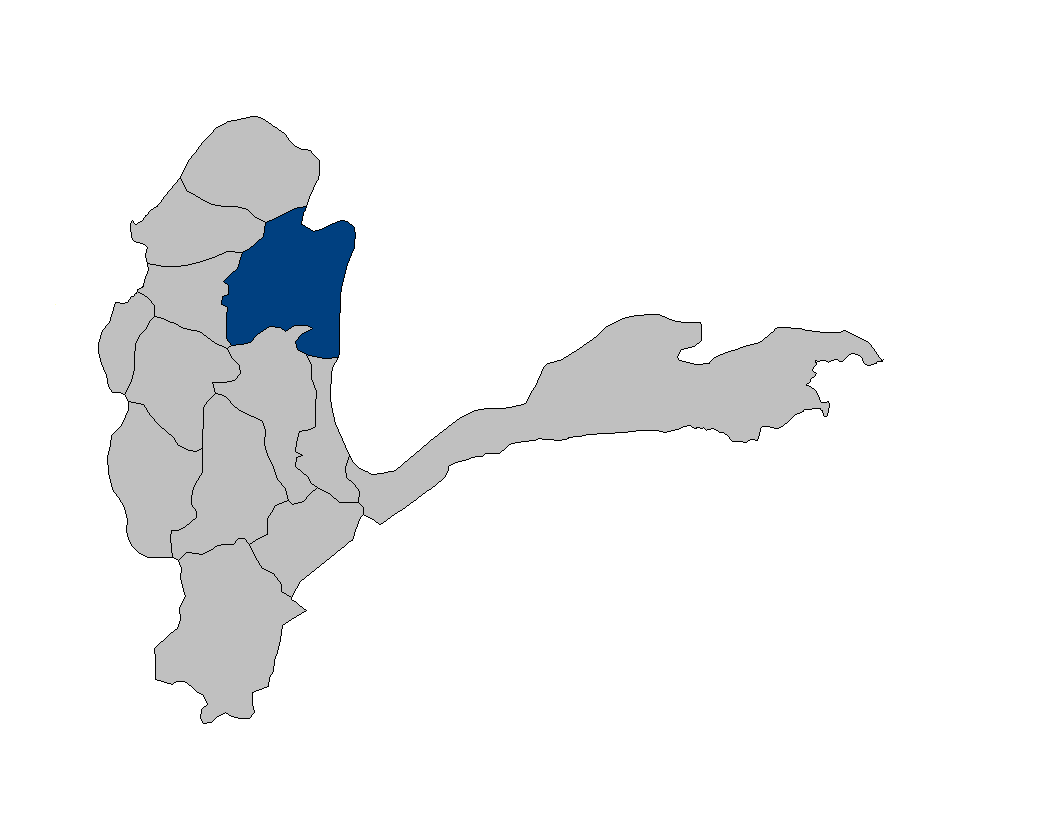
Mapa de localización de Xughnan.

Xughnan o Xighnan fue un antiguo estado de Asia central. Localmente fue conocido también como Pandj o Panj, del río de este nombre que lo cruzaba por el medio procedente del Wakhan, y corre en dirección norte y después oeste. Hoy en día la parte occidental del país está en la provincia afgana de Badakhxan y la parte oriental al Pamir (Gorno-Badakhxan en el Tayikistán); esta partición también se da más al norte, en la región llamada Gharan y en el sur, en la región llamada Rawxan o Roshn y son el resultado del trazado de fronteras acordado entre la Gran Bretaña y Rusia al final del siglo XIX. El nombre aparece bajo varias formas: Xikinan, Xikina, etc. A los Hudud al-Alam el nombre árabe que se supone que le corresponde se traduce por "Gran Pueblo" (alguna vez confundida con la moderna Ixkaixim). La población principal actual es Ixkaixim en la orilla izquierda del Panj, que domina la ruta entre el Badakhxan y el Xughnan oriental y Wakhan. La lengua del país es el sughni (emparentado al tadjik y lengua iraní), con varios dialectos: el xughni, el bajui, el khufi, el roixani, el bartangi, l”oroixori y el sarikoli. 

## Geografía
El país es montañoso y el parte hondo del valle todavía se alza a más de 1800 metros; una colada de 4267 metros trae al Pamir a través de la llamada cadena de Xughnan separando el valle de Ghund o Gunt de la cadena Xakh-dara o Xakhdarinskiy (que tiene una altura de hasta 6726 metros). La población tadjik vive en el fondo del valle.

## Historia
El monje budista Hiuentsang pasó por el país a comienzos del siglo VII y lo menciona bajo la forma china Xi-k'i-ni, la misma que aparece en los anales de la dinastía Tang. En 646 emisarios de Xughnan visitaron la corte imperial china. En el tiempo de la conquista de Asia central por los árabes el soberano local era vasallo de los yaghbus heftalites que gobernaban toda la región del alto Oxus; los árabes la consideraban alternativamente parte de Badakhxan o de Tukharistan. Al-Yakubi menciona un soberano llamado Kh-mar Beg. 
La dinastía local subsistió bastante tiempo hasta que bajo Harun al-Raixid el territorio fue conquistado por el barmáquida al-Fadl ibn Yahya (muerto en 808); el islam no penetró pero hasta bastante tiempo después y no se consolidó hasta partir del siglo XII mercedes a los dais ismaïlites nizarites enviados a la zona por los imams de Alamut; los dais más importantes fueran Sayyid Xah Malang Khurasani (siglo XII) y el husaynita Sayyid Xah Khamuix Xirazi (siglo XIII).
Al final del siglo XIII Marco Polo menciona las minas de rubís de Balas en las montañas de Xyghinan, que corresponderían probablemente a las minas de rubís (hoy en día abandonadas) que están no en el Xughnan propio sino en el vecino distrito de Gharan, al norte. Pirs y mirs gobernaron Xughnan en la época mongola y su poder se alargó de manera hereditaria hasta el siglo XIX. En 1837 en Xughnan el viajero inglés John Wood cruzó el Oxus helado en IXkaXim. La dinastía local quedó sujeta a Kokand en 1839, cuando el khan Madali Khan de Kokand sometió el Karatigin y los estados cercanos de Darwaz, Kulab y el Xughnan o Xignan; permaneció más o menos sujeto en este estado hasta 1870. Estados vecinos de Xughnan eran los de Izar, Wattan, Roixan, y otros menores entre Badakhxan y Pamir. Xighnan o Xughnan, como los estados de Karatigin, Darwaz, Wattan, y Roixan estaban poblados por tadjiks; los soberanos de estos estados reclamaban ser descendentes de Alejandro Magno. Más al oeste en Izar y en Kulab, sólo una parte de la población era tadjik pero había una importante población uzbeca.
Después de 1870 los soberanos afganos Xir Ali (1863-1879) y Abd al-Rahman Khan (1880-1901) intentaron poner el país bajo su dependencia y los habitantes llamaron en ayuda al emir de Bukharà y al gobernador general ruso del Turquestan; en marzo de 1895 después de varias negociaciones entre Gran Bretaña y Rusia, los afganos se retiraron de la orilla derecha del Pandj (el xughnan oriental) y el emir de Bukharà abandonaba sus posiciones en Darwaz, a la orilla izquierda, al norte de xughnan. El gobierno ruso de la región que los correspondió (la parte oriental) tuvo como capital Kharagh (ruso Khorog) donde los ríos Ghund y xakh-dara desaguan en el Panj.
En 1917, después de la revolución, los bolcheviques locales se apoderaron del Pamir el noviembre de 1920. Xughnan oriental fue incorporado al óblast autónomo de Gorno-Badakhxan en el Tayikistán, dentro de la Unión Soviética, y la parte occidental quedó en manos del Afganistán.